# Siegfried Türkel

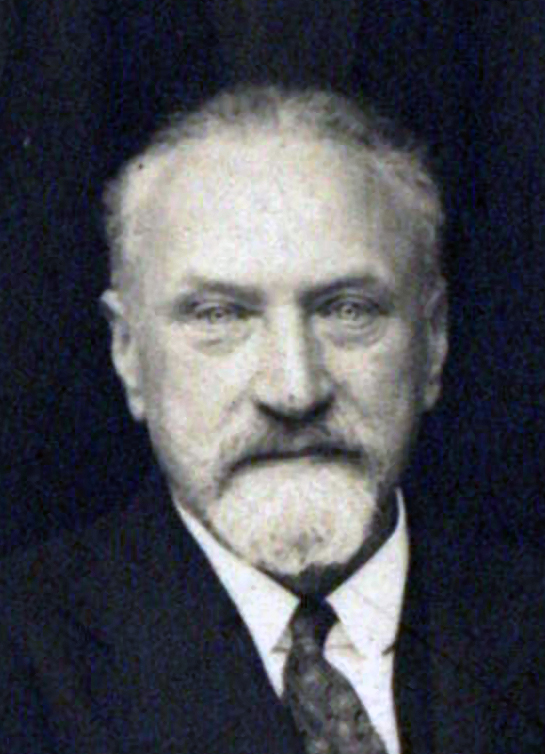
Siegfried Carl Türkel (1932)

Siegfried Carl Türkel (* 31. Jänner 1875 in Wien; † 20. April 1933 in Gries im Sellrain) war Jurist und wissenschaftlicher Direktor des kriminologischen Instituts der österreichischen Staatspolizei in Wien.

## Leben und Arbeit
Siegfried Carl Türkel wurde als dritter Sohn eines Wiener Schuhmachermeisters geboren. Nach der Matura und dem Studium der Rechtswissenschaften in Wien erfolgte 1900 die Promotion. Am 10. Januar 1910 wurde er zum Leiter des Kriminalinstituts bei der Bundespolizeidirektion Wien ernannt. Er war ein Bruder des Wiener Arztes Rudolf Türkel.
Ab dem Jahre 1922 war Türkel Mitglied des Verwaltungsrats der Ankerbrot AG, einem Backwarenhersteller in Österreich.
Im Jahre 1929 gründete er zusammen mit dem Schweizer Kriminalisten Marc-Alexis Bischoff, dem Franzosen Edmond Locard, dem Niederländer CJ van Ledden Hulsebosch und dem Deutschen Georg Popp in Lausanne die Académie Internationale de Criminalistique (Internationale Akademie für Kriminalistik) mit Sitz in Wien.
Posthum wurde Türkel im Jahre 1937 der Ehrenring der Stadt Wien verliehen.

## Der Statistiker Türkel
Im Rahmen eines Praktikums bei der Wiener Polizei wurde Türkel mit Stabsaufgaben betraut und veröffentlichte 1895 in Wien seine erste Publikation, „Die Arbeitsstatistik mit besonderer Berücksichtigung des österreichischen Gesetzentwurfes und der Reformanträge“. Er postulierte, dass beim Bemessen der Kriminalität und der Qualität polizeilicher Arbeit nicht alleine die Relation von Straftaten zur Bevölkerung (die auch heute noch gebräuchliche Häufigkeitszahl) zu Grunde gelegt werden kann, sondern dass weitere Faktoren in die Formel einzubeziehen sind. Bei diesen Faktoren handelt es sich um
- die geografische Größe des zu messenden Bereichs,
- die Einwohnerzahl,
- die Anzahl der eingesetzten Polizeibeamten und
- die soziologische Struktur der Bevölkerung im Hinblick auf Bildung und Abstammung.

Türkel führte diese Überlegungen nicht weiter, weil er die soziologischen Messpunkte nicht bestimmen konnte.

## Der Kriminalpsychiater Türkel
In verschiedenen Publikationen veröffentlichte Türkel seine gewonnenen Erkenntnisse zur Kriminalpsychologie, die von dem Wiesbadener Kriminologen Hermann Nobel als „Türkelthesen“ zusammengefasst wurden. In dem Leitsatz
- Der überwiegende Teil der manisch-depressiven Patienten kommen aus strukturell unvollständigen oder funktional gestörten Elternhäusern.[5]

fasste er die Probleme von Alkoholismus und alleinerziehenden Elternteilen (in der damaligen Zeit in der Regel infolge früher Todesfälle von Vater oder Mutter) zusammen.
1902 stieß Türkel in Untersuchungen zur Rolle der Mutter in der Erziehung auf die Überlegungen Goethes und veröffentlichte im Ergebnis den 1953 von Ernest Jones wieder aufgegriffenen Kernsatz:
- Gesetzgebung und Brauch haben den Frauen viel vorenthaltene Rechte zu geben, aber die Stellung der Frau wird keine andere sein können, als sie ist, in jungen Jahren ein angebetetes Liebchen, und in reiferen ein geliebtes Weib.[6]

Türkel trennte bei seinen Forschungen das Feld sexueller Delinquenz durch angeborenes und nicht heilbares Verhalten (Pädophilie, Homosexualität oder Sodomie) und solches, das zur Finanzierung des Lebensunterhalts dient (alle Formen der in damaliger Zeit noch strafbaren Prostitution).
- Sexuell delinquentes Verhalten ist in allen sozialen Schichten gleichsam festzustellen. Während in höheren Schichten die Sexualpartner mittels Geld erworben werden oder sich im engen Umfeld finden, kommt in niedrigen sozialen Schichten Gewalt zum Erreichen der sexuellen Befriedigung zum Einsatz, so zeichnet sich hier auch ein hoher Anteil sodomitischer Handlungen ab.[7]

Im Ergebnis seiner Betrachtungen stellte Türkel 1907 fest:
- Angeborene sexuelle Abartigkeiten sind weder durch Freiheitsentzug, Gewalt noch durch Medikamente dauerhaft zu heilen. Auffällige Personen bedürfen ständiger Betreuung und Beobachtung bis zum Tode. Schwierige Fälle sind nur durch Kastration zu mindern, so wie man den Eber zum Borge macht und die Kraft raubt oder den Stier zum Ochsen.[8]

Schon in seinem dreiteiligen Hauptwerk Psychiatrisch-kriminalistische Probleme ging Türkel im Jahre 1905 auf die Probleme der Zurechnungsfähigkeit ein. Er erkannte die Umstände, die sich bei Tätern ergeben, die bei der Tatbegehung wegen Schwachsinns oder einer krankhaften seelischen Störung oder einer schweren sexuellen Abartigkeit unfähig sind, das Unrecht der Tat einzusehen.
Ab dem Jahre 1908 bezeichnete sich Dr. Siegfried Carl Türkel als Hof- und Gerichtsadvokat, mit Kanzlei: Wien, VII. Bezirk, Mariahilferstraße 26, Eingang Wien, VII. Bezirk, Stiftgasse 1 und erschien als unabhängiger Gutachter im Prozess gegen die Prostituierte Berta Kuchta.

## Der Kriminalchemiker Türkel
In der Zeit nach dem Ersten Weltkrieg widmete sich Türkel nun umfassend den Untersuchungen von Hand- und Maschinenschriften. Im Jahre 1927 erschien sein Atlas der Bleistiftschrift. Er und sein Mitarbeiter Andreas Figl stellten Methoden der Sichtbarmachung von geheimen Nachrichten dar, die verbrannt oder ausradiert wurden. Das Buch beschreibt sehr deutlich, wie man beweissicher feststellen kann, welcher Bleistiftstrich über welchem liegt, wie man Radierungen sichtbar macht und geht u. a. auch auf die verschiedenen Beschaffenheiten der (damals) in Bleistiften verwendeten Graphite ein.
Im gleichen Jahr erschien seine Abhandlung Prähistorische Fälschungen: eine Rundfrage.
Mit seinen Werken Chiffrieren mit Geräten und Maschinen und Kryptographische Parerga (vom Chiffrieren und Dechiffrieren): Kasuistisches aus der kriminalistischen Praxis ging Siegfried Türkei auf verschiedene Geheimschriften sowie Verschlüsselungsmaschinen und -techniken ein, darunter die Enigma.
Türkel fand eine neue chemische Methode zum Nachweis von Schreibtinte an Orten, wo sie nicht hingehört. Er schrieb, dass die Vielzahl von Tinten Fälscher leicht imitieren können, insbesondere die Farbe der Schrift. Die Wiener Experten hatten festgestellt, dass alle Schreibtinten Chlorid enthalten, aber in einer weit verbreiteten Variante, wie Kochsalz. Chlorid breitet sich langsam im Papier aus, ist aber als farblos und unsichtbar für das menschliche Auge. Türkel ersetzte das Chlorid in einem Dokument durch metallisches Silber und fotografierte die „Chloridausbeute“. Das Dokument erhält dadurch je nach Alter ein unterschiedliches Aussehen: Nach einer Stunde zeigt das Dokument eine klare schwarzer Schrift; nach einem Tag ist die Schrift klar, es zeigen sich aber erweiterte Linien; nach vier Tagen werden die Striche dunstig, nach zehn Tagen sind die erweiterten Linien vollständig ausgeprägt. Sechzig Tage nach der Anwendung laufen die Ausblutungen in kleinen Schleifen zusammen; nach sechs Monaten ist die Schrift unleserlich, nach ein bis zwei Jahren ist das Dokument völlig unleserlich.
Die letzte bekannte Publikation von Türkel Staubmasken für kriminalistische Laboratorien wurde erst ein Jahr nach seinem Tod veröffentlicht.

## Schriften (Auswahl)
- Psychiatrisch-kriminalistische Probleme. I. Die psychiatrische Expertise. II. Über Zurechnung und Zurechnungsfähigkeit. III. Psychopathische Zustände als Strafausschließungsgründe im Strafrechte. Franz Deuticke, Leipzig und Wien 1905.
- Chiffrieren mit Geräten und Maschinen. Graz, 1927 (PDF 77 MB plus Bildtafeln Zip-Datei 170 MB).